# Hongaarse renaissance
Met de Hongaarse renaissance worden culturele, bestuurlijke en intellectuele ontwikkelingen bedoeld die in het Koninkrijk Hongarije  ten tijde van de renaissance plaatsvonden en in het middendeel van dat koninkrijk in 1526, na het nationale drama en verloren Slag van Mohács tegen het Ottomaanse Rijk abrupt ten einde kwam. Om die reden zijn er op het huidige grondgebied van Hongarije weinig gebouwen te vinden, behalve langs vooral de westelijke en noordelijke grenzen van het land. In de buurlanden naar het westen als Oostenrijk (Burgenland), noorden Slowakije (toen bekend als Opper-Hongarije) en Zevenburgen, tegenwoordig onderdeel van Roemenië echter wel. Deze gebieden maakte toen onderdeel uit van het Koninkrijk Hongarije en zijn dus voorbeelden van bijvoorbeeld bouwkunst uit de Hongaarse renaissance.
De renaissance is een kunststroming die van origine uit Italië komt, maar daar buiten als eerste werd toegepast in het Koninkrijk Hongarije dat vanaf 1102, door koning Koloman van Hongarije in personele unie met Kroatië was verbonden en een van de titels was van de koningen van Hongarije en dus over land, maar via de Adriatische Zee aan de Republiek Venetië grensde. En bijvoorbeeld eerder ook met het Koninkrijk Napels was verbonden. Tevens was Dalmatië tot 1409 met Hongarije verbonden. Verder was Raguza tussen 1358 en 1382 een vazalstaat van Hongarije. In 1382 werd de latere Republiek Ragusa onafhankelijk.

## Architectuur
In Hongarije kwamen onder het bewind van Koning Sigismund, begin vijftiende eeuw, de eerste renaissancekunstenaars uit Italië naar het land toe. Een voorbeeld hiervan is de Florentijnse kunstenaar Masolino da Panicale, die in 1427 naar Boeda afreisde. De Panicale kwam uit de kring van de architect Filippo Brunelleschi.
Tijdens het bewind van Koning Matthias van Hongarije en zijn vrouw Beatrix van Napels in 1476 werden de deuren aan het koninklijk hof geopend voor Italiaanse kunstenaars en teruggreep op de kunst uit de klassieke oudheid, de tijden van de Romeinen en Grieken dus op het gebied van architectuur en letterkunde. Hiermee is het Koninkrijk Hongarije, het eerste gebied buiten de Italiaanse stadsstaten waar de ideeën van de renaissance werden toegepast. Naast architectuur kwam het natuurlijk ook in andere vormen langs, zoals het Madonnatimpaan van Visegrád.
Voorbeelden van renaissancearchitectuur binnen het huidige Hongarije
- Kasteel van Sárvár
- kasteel van Sárospatak
- Koninklijk Paleis van Visegrád
- Kasteel van Egervár
- Kasteel van Tokaj
- Kasteel van Diósgyőr
- Kasteel van Simontornya
- Kasteel van Füzér
- Gambrinushuis

voorbeelden van renaissancearchitectuur buiten het huidige Hongarije, maar eerder wel deel uitmaakte van het koninkrijk Hongarije
- Kasteel van Jormannsdorf in Jormannsdorf  / Gyimótfalva ,  Burgenland / Őrvidék, Oostenrijk
- Kasteel van Deutschkreutz in Deutschkreutz /  Sopronkeresztúr, Burgenland / Őrvidék, Oostenrijk
- Basiliek van het Heilig Kruis in Kežmarok / Késmárk / Käsmark , Slowakije
- Kasteel van Zvolen in Zvolen / Zólyom / Altzohl, Slowakije
- Rakoczypaleis van Prešov in Prešov / Eperjes / Eperies, Slowakije
- Stadstoren van Trnava
- Het Magna Curiapaleis in Deva / Déva /Diemrich
- Het Kasteel van Hunedoara in Hunedoara / Vajdahunyad / Eisenmarkt
- Het Kasteel van Bran in Bran / Törcsvár / Törzburg